# Riu Donbeg

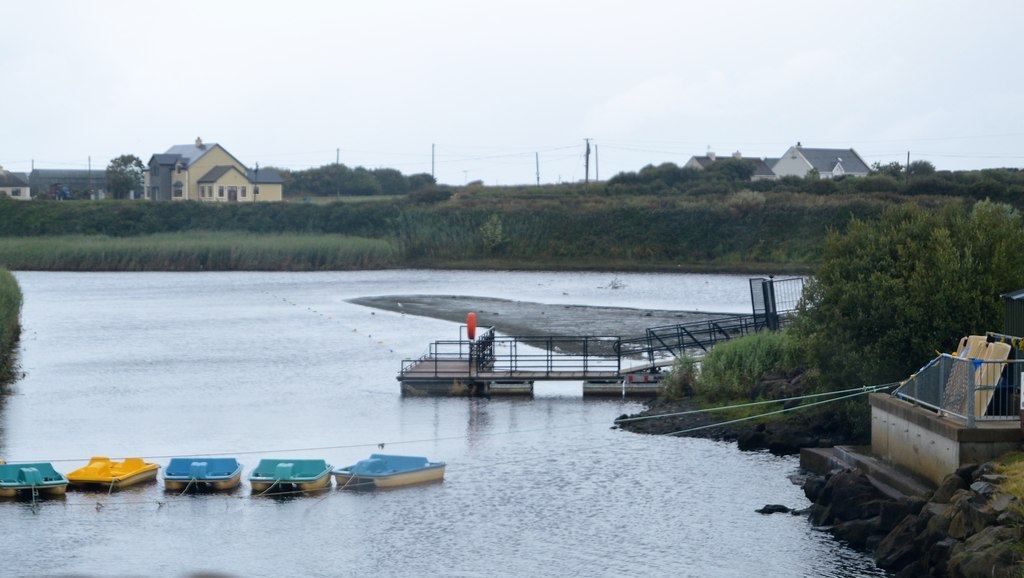
El riu Doonbeg passant pel poble de Doonbeg

El riu Doonbeg , o Donbeg (Irlandès: Abhainn an Dúin Bhig) és un riu al comtat de Clare, Irlanda. La seva font rau propera al poble de Kilmaley, corrent per 7 milles direcció sud, per a girar cap al nord-oest per 15 milles més. Passant la vila de Cooraclare abans de trobar el mar en el poble homònim de Doonbeg. Aquesta desembocadura és famosa perquè el 20 de setembre del 1588 un dels vaixells de l'armada castellana, el San Esteban, hi va naufragar.
La pesca és un passatemps i esport molt popular a la zona, practicada pels locals.